# La Fromagerie (sketch)
Le sketch La Fromagerie (Cheese Shop en version originale) est un des plus renommés de la série Monty Python's Flying Circus,.
Il apparaît à l'origine dans l'épisode 33 de Salad Days (sketch) (en), de la 3e saison de Monty Python's Flying Circus. Le script du sketch est inclus dans le livre The Complete Monty Python's Flying Circus: All the Words, Volume 2.
Le sketch a été retravaillé pour l'album The Monty Python Matching Tie and Handkerchief et a été joué une dernière fois lors du spectacle Monty Python Live (Mostly) (en), comme finale surprise au sketch du perroquet.

## Origine
L'idée du sketch est venue après un jour de tournage à Folkestone, où John Cleese avait eu le mal de mer et vomissait à plusieurs reprises tout en essayant de dire son texte. Lors du retour, Graham Chapman propose à Cleese de manger quelque chose. Alors qu'il lui demande ce qu'il lui plairait de manger, Cleese lui répond qu'un morceau de fromage le contenterait. En remarquant au passage une pharmacie, Cleese se demande si une pharmacie voudrait bien lui vendre du fromage. Chapman réplique que si c'était possible, ce serait du fromage médical et qu'il faudrait à Cleese une ordonnance pour en acheter. Secoués de rire, ils décident d'en faire un sketch. Cependant, ils se rendent compte en écrivant le début que demander du fromage dans une pharmacie n'est vraiment pas naturel, et ne trouve pas de prétexte qui rendrait la chose crédible. Aussi, Cleese suggère plutôt d'écrire un sketch où quelqu'un tente d'acheter du fromage dans une fromagerie qui n'en a pas du tout.
Chapman se met à écrire le sketch avec Cleese, qui, au départ, ne le trouve pas drôle. Pourtant, Chapman prétend le contraire et insiste. Ils le présentent alors aux autres membres des Monty Python. La plupart des autres Python ne semblent pas impressionnés mais Michael Palin l'adore et s'esclaffe comme un fou, va jusqu'à se rouler par terre de rire. Cette réaction amuse tout le groupe, qui accepte d'utiliser le sketch.

## Résumé
Cleese joue un client gastronome et fin littéraire (« Monsieur Mousebender » dans le scénario) qui veut acheter du fromage dans « Le Comptoir national du fromage, fournisseur d'excellent fromage pour la noblesse (et les pauvres aussi) ». On découvre que le propriétaire (joué par Palin), M. Arthur Wensleydale (Henry Wensleydale en version télévisée), n'a strictement rien en réserve, pas même du cheddar, le « seul fromage le plus populaire au monde ». À l'intérieur, Cleese est accueilli par une musique de bouzouki dansée par Terry Jones et Graham Chapman habillés en costume trois pièces et chapeau melon. D'abord appréciées par Cleese (qui dit se délecter de toutes les manifestations de la muse Terpsichore), la musique et la danse deviennent peu à peu envahissantes au fur et à mesure qu'augmente sa frustration, jusqu'à ce qu'il exige avec force que cela s'arrête.
Alors que Cleese propose des noms de fromages de plus en plus étranges, extraordinaires ou douteux, voire, pour l'un d'entre eux, complètement inventé, le marchand lui répond par des excuses de plus en plus ridicules comme : « Oh ! le chat l'a mangé ».
Cleese fait remarquer que l'établissement ne ressemble pas vraiment à une fromagerie. Palin lui rétorque que son comptoir est le meilleur de la région, en raison de sa propreté. Cleese lui répond ironiquement qu'en effet aucun fromage ne l'a « contaminé », et demande si Palin a au moins du fromage en magasin. Palin lui répond affirmativement, ce qui rend fou Cleese. Ce dernier lui repose la question, et ajoute qu'il le tuera d'une balle dans la tête s'il répond « non ». Comme Palin répond négativement à la suite, Cleese met immédiatement sa menace à exécution, puis réfléchit à voix haute : « Quel gâchis insensé de vie humaine ! ». Il met un chapeau de cowboy sur sa tête, et le sketch enchaîne avec Hugh Walpole's Rogue Cheddar et un lien au sketch de Sam Peckinpah's "Salad Days" (en).

## Les fromages
Quarante-quatre fromages sont mentionnés dans le sketch original. Dans la version audio de l'album The Monty Python Matching Tie and Handkerchief (MT&H) et d'autres versions en studio ou sur scène, Cleese nomme aussi la féta. Dans Monty Python Live (Mostly), les fromages suivants sont ajoutés à la liste : le stinking bishop, l'« Armenian String Cheese » (fromage arménien effiloché) et le « Zimbabwean Rhinoceros Milk Cheese » (fromage au lait de rhinocéros du Zimbabwé).

### Légende
Légende des couleurs utilisées dans le tableau :
- Originale Le fromage est mentionné dans la version originale du sketch.
- Autre Le fromage n'est pas mentionné dans le sketch original.
- Une phrase Les fromages sont mentionnés ensemble en une seule phrase, suivie d'une seule réplique.

### Tableau des fromages
Le tableau suivant liste les différents fromages par ordre chronologique de citation dans le sketch, la raison donnée pour laquelle on ne peut le (ou les) acquérir, ainsi que la version du sketch (l'originale, autre(s) version(s)) dans laquelle un fromage est cité.
| Nom du fromage                   | Réponse du marchand | Version       |
| -------------------------------- | --- | ------------- |
| Red Leicester                    | « J'ai bien peur d'être à court de Red Leicester, monsieur. » | Originale     |
| Tilsit                           | « Jamais en fin de semaine, monsieur. Il est toujours frais le lundi à la première heure. » | Originale     |
| Caerphilly                       | « Ah ça, il a été commandé il y a deux semaines, monsieur. Je l'espérais pour ce matin. » | Originale     |
| Bel Paese                        | « Désolé. » | Originale     |
| Red Windsor                      | « Normalement oui, monsieur, mais aujourd'hui la camionnette est tombée en panne. » | Originale     |
| Stilton                          | « Désolé. » | Originale     |
| Gruyère                          | « Non. » | Originale     |
| Emmental                         | « Non. » | Originale     |
| Jarlsberg norvégien              | « Non. » | Originale     |
| Liptauer                         | « Non. » | Originale     |
| Lancashire                       | « Non. » | Originale     |
| White Stilton                    | « Non. » | Originale     |
| Danish Blue                      | « Non. » | Original      |
| Double Gloucester                | <pause> « Non. » | Originale     |
| Cheshire                         | « Non. » | Originale     |
| Dorset Blue Vinney               | « Non. » | Originale     |
| Brie                             | « Non. » | Originale     |
| Roquefort                        | « Non. » | Originale     |
| Pont-l'évêque                    | « Non. » | Originale     |
| Port Salut                       | « Non. » | Originale     |
| Savoyard                         | « Non. » | Originale     |
| Saint-paulin                     | « Non. » | Originale     |
| Carré de l'Est                   | « Non. » | Originale     |
| Boursin                          | « Non. » | Originale     |
| Bresse-Bleu                      | « Non. » | Originale     |
| Perle de Champagne               | « Non. » | Originale     |
| Camembert                        | « Ah ! Nous avons effectivement du Camembert, monsieur.... Il est un peu coulant, monsieur... Heu, en réalité, il très coulant, monsieur... Je pense qu'il est plus coulant que vous l'aimeriez, monsieur... Oui, monsieur. (Il se penche sous le comptoir et réapparaît) Oh... le chat l'a mangé. » | Originale     |
| Gouda                            | « Non. » | Originale     |
| Edam                             | « Non. » | Originale     |
| Caithness                        | « Non. » | Original      |
| Fromage fumé autrichien          | « Non. » | Originale     |
| Sage Derby japonais              | « Non. » (« Vous êtes certain d'avoir du fromage, n'est-ce pas ? ») | Originale     |
| Wensleydale                      | « Oui, monsieur... (se reprenant :) Oh, je suis désolé monsieur, je pensais que vous parliez de moi, monsieur Wensleydale. » | Original      |
| Feta grecque                     | « Ah, pas de cela. » | MT&H          |
| Gorgonzola                       | « Non. » | Originale     |
| Parmesan                         | « Non. » | Originale     |
| Mozzarella                       | « Non. » | Originale     |
| Pipo Crème                       | « Non. » | Originale     |
| Fynbo (en) danois                | « Non. » | Originale     |
| Fromage de brebis tchécoslovaque | « Non. » | Originale     |
| Fromage de castor vénézuélien    | « Pas aujourd'hui, monsieur, non. » | Originale     |
| Cheddar                          | « Hum, j'ai bien peur nous n'ayons pas beaucoup de demande pour ce fromage, ces temps-ci. » | Originale     |
| Ilchester                        | « Je vais voir, monsieur. » (Il regarde sous le comptoir) « Non. » | Originale     |
| Limbourg                         | Le client : « Avez-vous... (hurlant :) Allez-vous arrêter cette foutue danse !? ...Avez-vous du Limbourg ? » Le marchand : « Non. » | Originale     |
| Stinking bishop                  | Le client : « Stinking bishop ? » (Le public applaudit.) Le marchand : « Non. » | Live (Mostly) |
| N'importe quel fromage           | Le client : « Maintenant, je vais vous poser cette question encore une fois. Et si vous dites non, je vais vous tirer une balle dans la tête. Bien... avez-vous le moindre fromage ? » Le marchand : « Non. » (Le client tire sur le marchand de fromage.)                                           | Originale     |

Le « fromage de castor vénézuélien » est un fromage fictif, mais il a été cité dans Monty Python's The Meaning of Life (video game) (en) (jeu PC), le jeu d'aventure Leisure Suit Larry 7 de Sierra, et la bande dessinée en ligne Triangle and Robert.

## Pastiches et parodies
- Le sketch été retravaillé pour devenir un jeu à deux joueurs : « The Brand New Monty Python Bok », dans lequel l'un des joueurs doit nommer différents noms de fromages pendant que l'autre joueur doit lui produire différentes excuses. S'il échoue, le client gagne et « peut envoyer son poing dans les dents du marchand ».
- Dans Les Branchés débranchés, dans la série 2, épisode Time, Alexei Sayle entre dans le magasin (en ayant une démarche stupide), et demande si c'est une fromagerie. Le propriétaire, Rik Mayall, copiant le rôle de Palin, répond « Non, monsieur. » Sayle se tourne vers la caméra et dit : « Eh, c'est ce sketch complètement usé, non ? ».
- Delhi Royal parodie le sketch dans celui de Asian Bride Shop, à la différence que les sortes de maris remplacent les sortes de fromages. Vers la fin, un autre client entre, se plaint que son mari est mort – faisant référence à un autre sketch des Monty Python : Le Perroquet mort.
- Un pastiche a circulé en 2004 qui parodie l'affaire SCO v. IBM (en)[10]. Le juge, reprenant le rôle de Cleese, questionne l'avocat (dans le rôle de Palin) du SCO Group à propos des preuves qu'il présentera dans son réquisitoire, pour découvrir, après une série de questions similaires, que SCO Group n'a finalement aucune preuve. Le scénario est une attaque sur la qualité de la poursuite judiciaire, jugée particulièrement frivole.
- La chanson Albuquerque de Weird Al Yankovic parodie le sketch avec une situation similaire chez un vendeur de beignets. L'histoire se termine quand le vendeur avoue qu'il n'a qu'une « boite d'une douzaine de belettes affamées et folles »... le client l'achète cependant, l'ouvre, et se fait attaquer par les belettes[11].
- Un dessin animé dans Histeria! (en) raconte (à sa façon) l'histoire de la Boston Tea Party. Est montée une fausse boutique de vente de thé dans le but de détourner l'attention du garde anglais. Chaque fois que le garde demande une sorte de thé, on entend au loin un bruit d'objet qui tombe dans l'eau, puis le vendeur américain lui répond qu'il n'a plus de ce thé (ce qui sous-entend que la sorte de thé en question vient juste d'être jetée par-dessus bord du bateau gardé contenant tout le thé).
- Dans la bande dessinée en ligne The Order of the Stick (en), dans le sketch « It's Not a Gaming Session Until Someone Quotes Monty Python »[12], Roy et un marchand d'armes rejouent la scène avec des hallebardes de formes et d'origines diverses à la place des fromages. Une des armes se nomme un Glaive-Glaive-Glaive-Guisarme-Glaive, amenant le marchand à dire : « Je crois que vous dérivez vers un autre sketch, monsieur » (référence à un autre sketch des Monty Python : Spam). Une seconde allusion à un sketch des Monty est celle où un chat visible en bas à droite apporte un perroquet mort puis un serpent mort, probablement un python.
- Joe Gregorio a fait une parodie : « Problems with HTTP Authentication Interop »[13], sur le basic access authentication (en).
- Une roue de brouère a été embarquée dans la capsule spatiale SpaceX Dragon le 8 décembre 2010 en référence à ce sketch. La présence de ce fromage de l'espace a été révélée le lendemain du vol réussi de la capsule[14].